# 김용태 (기자)
김용태(1976년 12월 21일 ~ )는 대한민국의 기자다.

## 경력
- 2000년 ~ 2001년 진주 MBC 기자 입사
- 2003년 SBS 정치부 기자
- 2005년 ~ 2008년 SBS 사회부 기자
- 2008년 ~ 2012년 SBS 스포츠부 기자
- 2013년 ~ 2016년 SBS 경제부 기자
- 2017년 ~ SBS 정치부 기자
- 2018년 ~ 2019년 해외연수
- 2023년 ~ SBS 워싱턴 특파원

## 방송 프로그램
- 토요일 모닝와이드 1, 2부 (2011년 3월 26일 ~ 2011년 12월 31일)
- 평일 모닝와이드 1, 2부 (2011년 7월 18일 ~ 2014년 7월 21일)
- 2017 국민의 선택 (2017년 5월 9일)
- 주말 SBS 8 뉴스 (2017년 5월 27일 ~ 2018년 7월 1일 / 2020년 11월 7일 ~ 2023년 4월 2일)
- 평일 SBS 8 뉴스 임시 진행 (2017년 12월 4일 ~ 12월 8일, 2018년 6월 11일 ~ 6월 12일, 2021년 6월 11일, 9월 6일 ~ 9월 10일, 2022년 5월 16 ~ 5월 20일, 9월 26일 ~ 9월 30일, 10월 24일 ~ 10월 28일, 2023년 4월 17일 ~ 4월 21일)